# Australentulus tuxeni
Australentulus tuxeni är en urinsektsart som beskrevs av N. Ramachandra Prabhoo 1975. Australentulus tuxeni ingår i släktet Australentulus och familjen lönntrevfotingar. Inga underarter finns listade.